# برسنیک (پروکوپیه)
برسنیک (به صربی: Bresnik) یک منطقهٔ مسکونی در صربستان است که در پروکوپلیه واقع شده‌است. برسنیک ۱۸ نفر جمعیت دارد.